# 马尔蒂塞尔
马尔蒂塞尔（法語：Martisserre，法語發音：[maʁtisɛʁ]）是法国上加龙省的一个市镇，属于圣戈当区。

## 地理
马尔蒂塞尔（43°23'29"N, 0°52'44"E）面积6.17 平方千米，位于法国奧克西塔尼大區上加龙省，该省份为法国西南部内陆省份，西南端与西班牙接壤，自此顺时针与上比利牛斯省、热尔省、塔恩-加龙省、塔恩省、奥德省和阿列日省接壤。
与马尔蒂塞尔接壤的市镇（或旧市镇、城区）包括：加拉韦、阿加萨克、弗龙蒂尼昂萨韦斯、利勒昂多东、莫沃赞、米朗博。

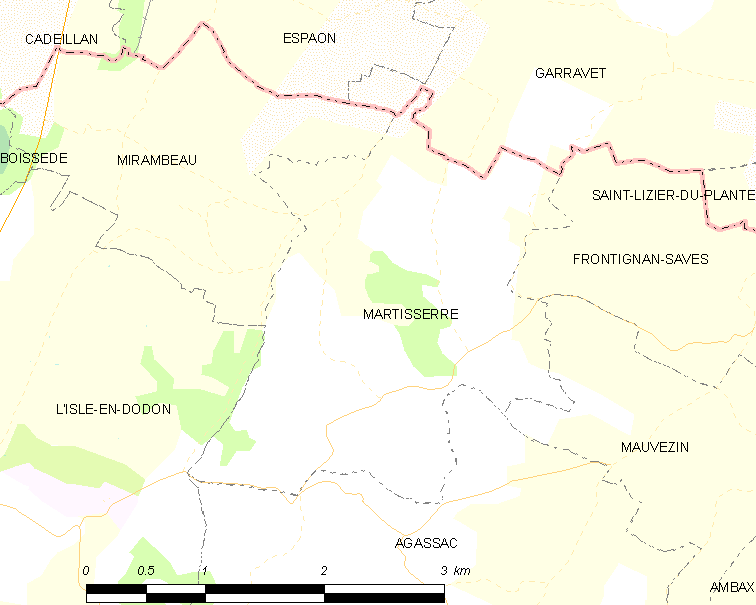
马尔蒂塞尔的OSM定位图

马尔蒂塞尔的时区为UTC+01:00、UTC+02:00（夏令时）。

## 行政
马尔蒂塞尔的邮政编码为31230，INSEE市镇编码为31322。

## 政治
马尔蒂塞尔所属的省级选区为卡泽尔县。

## 人口

1962-2008年间马尔蒂塞尔人口变化图示

马尔蒂塞尔于2022年1月1日时的人口数量为66人。